# Hungerstein (Westerhausen)

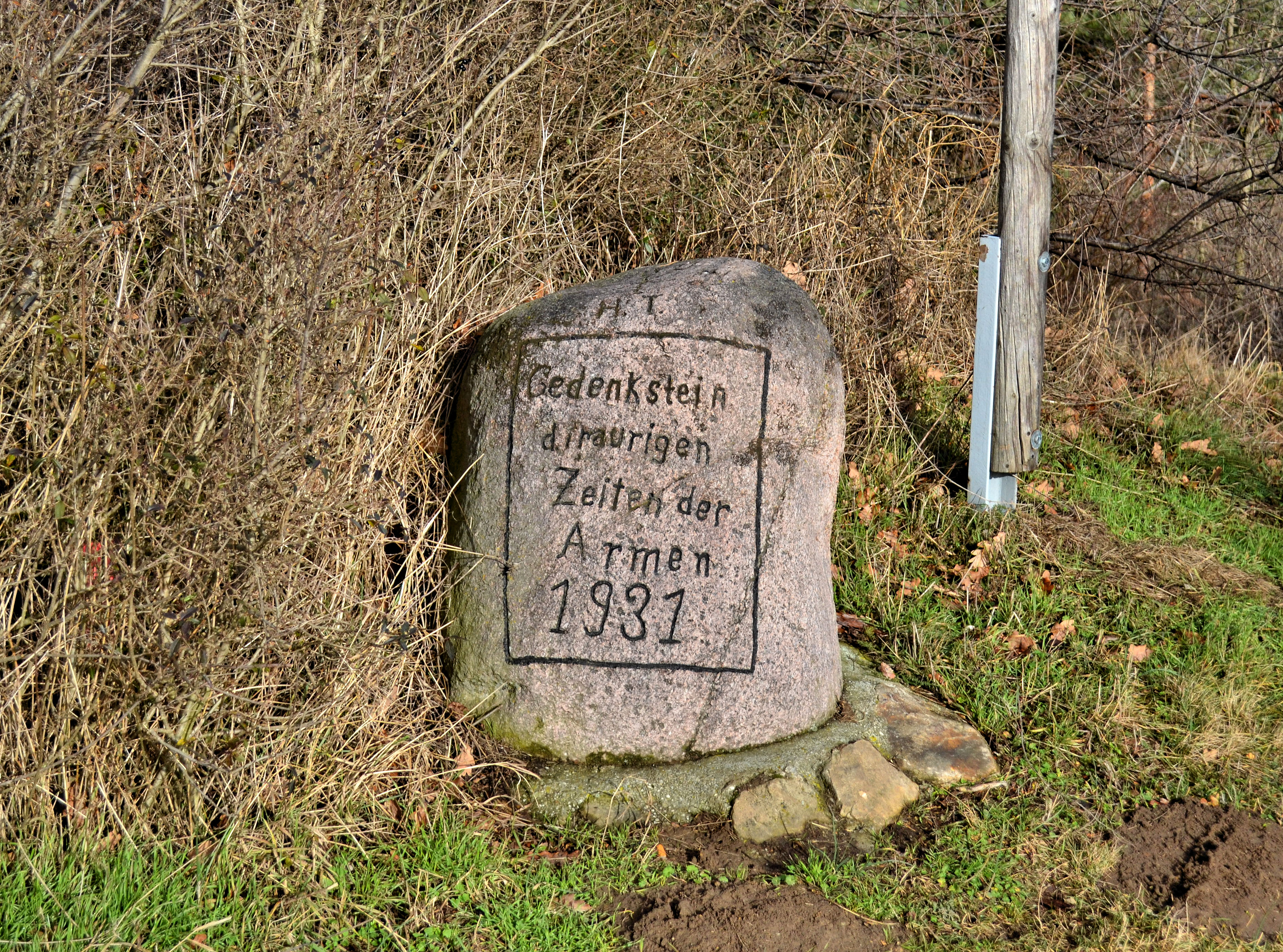
Hungerstein von 1931 bei Westerhausen (2022)

Der Hungerstein ist ein geschütztes Denkmal auf der Feldflur des Ortsteils Westerhausen der Stadt Thale im Landkreis Harz in Sachsen-Anhalt.

## Lage
Er befindet sich auf der Südseite der Ortsflur am Jatschenberg unweit der vierspurigen Bundesstraße 6, über deren Anschlussstelle Thale er über die Verbindungsstraße von Westerhausen nach Börnecke zu erreichen ist. Östlich des Hungerstein erhebt sich der markante Königstein bei Westerhausen mit den Weinberghängen.

## Geschichte und Gestaltung
Der Stein, ein Findling, wurde an der Nordseite einer Wegeschlucht am alten Verlauf der historischen Handelsstraße zwischen Halberstadt und Quedlinburg im Jahre 1931 errichtet, als dort in der Zeit der Weltwirtschaftskrise von mehreren Arbeitslosen im Auftrag des örtlichen Arbeitsdienstes die alten Trockenmauern und Stützwände ausgebessert und stabilisiert wurden. Heute verläuft dort der Weg  deutscher Kaiser und Könige.
Aufgrund des Baus der vierspurigen Bundesstraße 6 lag der Hungerstein an relativ ungünstiger, wenig begangener Stelle, so dass er im Jahre 2011 westlich des Königsteins umgesetzt und die Inschrift aufgefrischt wurde.
Im örtlichen Denkmalverzeichnis ist der Hungerstein mit der Erfassungsnummer 094 45383 verzeichnet.
In der Umgebung gibt es in der Nähe der Stadt Blankenburg (Harz) im Helsunger Bruch den Kleinen Hungerstein, der aus einem Grenzstein der preußisch-braunschweigischen Grenze hervorgegangen ist.

## Inschrift
„Gedenkstein

d. traurigen

Zeiten der

Armen

1931“